# Platform for Internet Content Selection
Platform for Internet Content Selection (engl., Abk. PICS, deutsch etwa: Plattform zur Auswahl von Internetinhalten) ist ein Standard des World Wide Web Consortium, der dazu dienen soll, den Inhalt von Webseiten zu bewerten.
Die PICS-Label werden durch Meta-Tags im Kopfbereich der HTML-Seite integriert. Betreiber von Webseiten können diese Label entweder selbst vergeben oder unabhängige PICS-Dienste in Anspruch nehmen, die eine unabhängige und gleichartige Bewertung sicherstellen sollten.
Durch die Integration von PICS in Webbrowsern oder vorgelagerten Contentfiltern soll es Eltern und Lehrern beispielsweise möglich sein, festzulegen, was ihre Kinder bzw. Schüler im Internet sehen dürfen.